# Regnecentralen
Regnecentralen war der erste dänische Computerhersteller. Das Unternehmen baute ab 1957 einen Rechner unter Verwendung von Vakuumröhren und ab 1962 verschiedene Modelle des Rechners GIER mit Transistoren. Da in Deutschland nur dieser letztere Rechnertyp bekannt war, wurden die acht deutschen Niederlassungen der A/S Regnecentralen unter dem Dach der Gier Electronics GmbH geführt. Ab Mitte der 1960er-Jahre brachte das Unternehmen eine größere Zahl weiterer Computermodelle auf den Markt, die alle mit RC und einer Zahl – meist vierstellig – bezeichnet wurden. Über Dänemark hinaus wurde Regnecentralen vor allem wegen ihrer Lochstreifenleser bekannt, bei denen das Unternehmen weltweit führend war.

## Historie

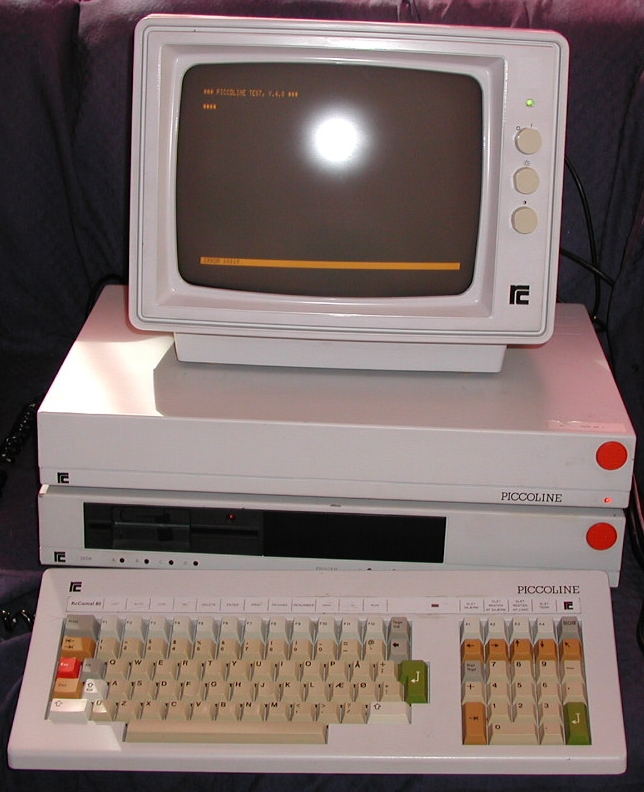
RC-759-Piccoline-System von Regnecentralen

Im Jahre 1947 wurde von der Dänischen Akademie der Technischen Wissenschaften eine Arbeitsgruppe eingesetzt, die für Regierung, Militär, Industrie und Wissenschaft die Entwicklung von Computern im Ausland beobachten sollte. 1952 wurde diese Arbeitsgruppe in ein Computerservicebüro mit dem Namen Regnecentralen (übersetzt Rechenzentrum) umgewandelt, um mit der Entwicklung der Datenverarbeitung in anderen Ländern Schritt halten zu können. Leiter der Einrichtung war Niels Ivar Bech. Regnecentralen hatte Zugang zu den Entwürfen für einen schwedischen Computer (BESK), der von einer schwedischen „Mathematik-Maschinen“-Arbeitsgruppe entwickelt worden war. Bech entschied, dass Dänemark den BESK weiterentwickeln sollte. Dazu wurde im Oktober 1955 das Computerservicebüro mit Kapital aus dem Marshall-Plan in eine Aktiengesellschaft A/S Regnecentralen umgewandelt. 1958 wurde der Rechner DASK (Dansk Algoritmisk Sekvens Kalkulator, Dänischer algorithmischer Sequenz-Kalkulator) fertig. 1959 trat Regnecentralen der ALCOR-Gruppe bei, einem Verbund von Rechnerherstellern sowie Hochschulen und Forschungsinstitutionen mit dem Ziel einer möglichst einheitlichen Implementierung von Algol auf Rechnern verschiedener Hersteller. Dadurch wurde DASK einer der ersten Rechner, auf dem mit der Programmiersprache Algol gearbeitet werden konnte. Dies war vor allem auch dem Regnecentralen-Mitarbeiter Peter Naur zu verdanken.
Ab 1960 entwickelte Regnecentralen den DASK-Nachfolger GIER (Abkürzung für Geodætisk Instituts Elektroniske Regnemaskine, Rechenmaschine des geodätischen Instituts nach dem ersten Kunden für dieses Produkt), bei dem anstelle der Vakuumröhren Transistoren zum Einsatz kamen. Von diesem Rechner wurden etwa 60 Stück hergestellt, er wurde auch außerhalb Dänemarks bekannt, teilweise sogar in den RGW-Raum exportiert. Auch dieser Rechner war stark auf Algol als Programmiersprache fixiert und daher vor allem im akademischen Umfeld zu finden.
1963 brachte Regnecentralen den Lochstreifenleser RC2000 auf den Markt, der mit einer Lesegeschwindigkeit von 2000 Zeichen pro Sekunde als der schnellste der Welt galt und der von vielen anderen Computerherstellern als OEM-Gerät vermarktet wurde.
In den Folgejahren brachte Regnecentralen verschiedene weitere Computersysteme auf den Markt, darunter auch Prozessrechner, die speziell bei Telekommunikationsunternehmen erfolgreich waren, sowie PC-ähnliche Geräte. Auch wurde ein System vorgestellt, das speziell für das Betriebssystem UNIX konzipiert war.
Dies führt bis zum Jahre 1980 zu einem kräftigen Wachstum bei dem Unternehmen, das zu diesem Zeitpunkt etwa 800 Mitarbeiter beschäftigte. Danach konnte Regnecentralen mit der sich beschleunigenden technischen Entwicklung nicht mehr Schritt halten. 1989 wurde das Unternehmen von der britischen ICL übernommen. Im Jahre 1993 wurde der Unternehmensname (Firma) nicht mehr weitergeführt.

## Rechner
- DASK, ein 40-Bit-Rechner mit 1 K-Worten Hauptspeicher als Magnetkernspeicher mit einer Zykluszeit von 5 µs und 8 K-Worten Hintergrundspeicher auf einer Magnettrommel. Das Gerät arbeitete mit 2500 Vakuumröhren und benötigte etwa 15 kW an elektrischer Leistung bei einem Gewicht von etwa 3,5 Tonnen.
- GIER, ein Neudesign des DASK in diskreter Transistortechnik, der Trommelspeicher wurde um 50 % vergrößert, es gab einen Magnetplattenspeicher mit einer Kapazität von etwa 2 MByte sowie einen zusätzlichen Kernspeicher von 4 K-Worten als Puffer zwischen Hauptspeicher einerseits und Trommel, Magnetplatte oder Magnetbandgeräten (Hersteller Ampex) andererseits.
- RC4000, ein in den Jahren 1966/67 entwickelter 24-Bit-Rechner. Wesentlich an der Entwicklung beteiligt war Per Brinch Hansen, der dafür innovative Betriebssystemkonzepte einführte.
- RC6000
- RC7000, ein Lizenznachbau der Nova von Data General in einem Gehäuse von Regnecentralen
- RC8000, ein „applikationskompatibler“ Nachfolger der RC4000, ebenfalls ein 24-Bit-Rechner
- RC9000, ein 1988 eingeführter Rechner mit einem Prozessor des Unternehmens MIPS Technologies, der mit dem Betriebssystem UNIX ausgeliefert wurde (vergleichbar mit den Ultrix-Systemen des Unternehmens DEC)
- RC700 Piccolo, PC mit Zilog-Z80A-CPU
- RC759 Piccoline, PC mit Intel-80186-CPU

## Peripheriegeräte
- RC2000 Lochstreifenleser (1963, Lesegeschwindigkeit 2000 Zeichen pro Sekunde)
- RC2500 Lochstreifenleser (1971/72, Lesegeschwindigkeit 2500 Zeichen pro Sekunde)
- RC500 Lochstreifenleser (1972/73, Niedrigpreismodell, Lesegeschwindigkeit 500 Zeichen pro Sekunde)